# Metaxmeste schrankiana
Metaxmeste schrankiana is een vlinder uit de familie grasmotten (Crambidae). De wetenschappelijke naam is voor het eerst geldig gepubliceerd in 1785 door Hochenwarth.
De soort komt voor in Europa.